# Université de Graz
 (août 2021).
Si vous disposez d'ouvrages ou d'articles de référence ou si vous connaissez des sites web de qualité traitant du thème abordé ici, merci de compléter l'article en donnant les références utiles à sa vérifiabilité et en les liant à la section « Notes et références ».
L'université de Graz, (en allemand : Karl-Franzens-Universität Graz) est une université autrichienne se trouvant à Graz, dans le Land de Styrie (Autriche méridionale). Le collège jésuite fondé en 1573 devint université en 1585. Celle-ci passa entre les mains du pouvoir civil en 1773, lorsque la Compagnie de Jésus fut supprimée. Son nom latin Carola-Franciscea tire son origine de l'archiduc Charles II d'Autriche, qui en fut le fondateur.
Elle participe aux réseaux inter-universitaires de recherche et de mobilité d'étudiants du Groupe de Coïmbre et du Réseau d'Utrecht.

## Histoire

### Université jésuite
L'initiative de la fondation d'une institution d'enseignement de qualité vient de l'archiduc Charles II d'Autriche-Styrie. Il invite dans son duché les Jésuites qui ouvrent un collège à Graz en 1573. La municipalité de la ville, dominée par les protestants, y est d’abord hostile et interdit aux habitants d’y envoyer leurs enfants. Aussi les premiers étudiants viennent-ils tous de l’extérieur : allemands, croates, hongrois et du Trentin. En 1585, le collège devient université. 
Suivant leurs constitutions, les jésuites fournissent un enseignement gratuit et ouvert à tous. Une résidence pour étudiants pauvres, nommée ‘Fernandinum’, est fondée. Le collège est rapidement un succès. Le nombre d’étudiants passe de 363 en 1584, à 1100 en 1618, pour finalement s'élever à 1400 en 1749. En 1747, une résidence pour séminaristes nécessiteux est ouverte: le ‘Josephinum’. Parmi les personnalités et professeurs qui font la réputation de l’université durant cette première période : Péter Pázmány (plus tard cardinal et primat de Hongrie), Guillaume Lamormaini et Nicolas Avancini. L’université contribue grandement à la recatholisation de Graz et des environs. Plusieurs de ses étudiants ont payé de leur vie leur attachement à la foi catholique: John Ogilvie, Étienne Pongrácz et Jean Sarkander.

### Université publique
L’Expulsion des Jésuites en 1773 contraignit le duché à reprendre en charge l’Université, qui continua à produire de hauts fonctionnaires tout en privilégiant les applications pratiques des sciences. La Faculté de droit ouvrit ses portes en 1778, puis en 1782, l'université, rebaptisée « Lycée », s'accrut d'une faculté de médecine et de chirurgie.
Le rétablissement d'une université (1827) est une initiative de l’empereur François Ier. La réforme universitaire de Wilhelm von Humboldt (1848), qui libéralisait les cursus universitaires, dota l'université de Graz d'une autonomie nouvelle. L’université devint le porte-parole de la Science, et les étudiants y étaient initiés aux méthodes de la recherche scientifique (Bildung durch Wissenschaft). Ce principe propédeutique se perpétua jusqu'en 1975 (abstraction faite de l'époque nazie, de 1938 à 1945).
L’Anschluss de 1938 entraîna la démission de plusieurs enseignants, parmi lesquels les Prix Nobel Otto Loewi, Victor Franz Hess et Erwin Schrödinger. Rebaptisée Karl-Franzens-Reichsuniversität Graz en 1941, elle devint la Reichsuniversität Graz en 1942.
La réforme universitaire de 1975 mit un terme à la gestion de l'établissement par les seuls professeurs, avec une large participation du personnel scientifique et des étudiants dans tous les comités. De nouvelles réformes permirent l'entrée en vigueur de la loi d'organisation des Universités de 1993.

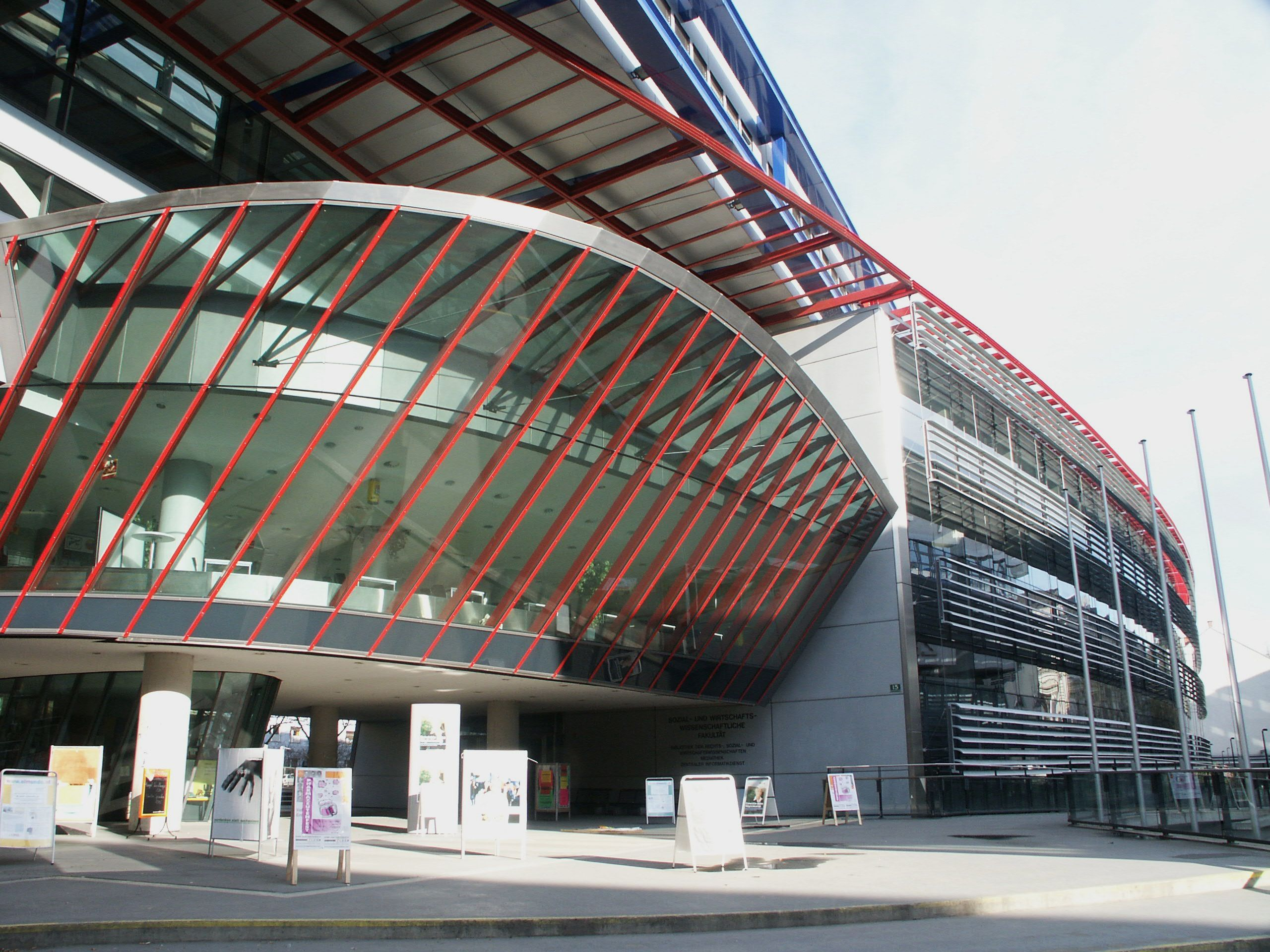
Le centre ReSoWi-Zentrum  de l’université.
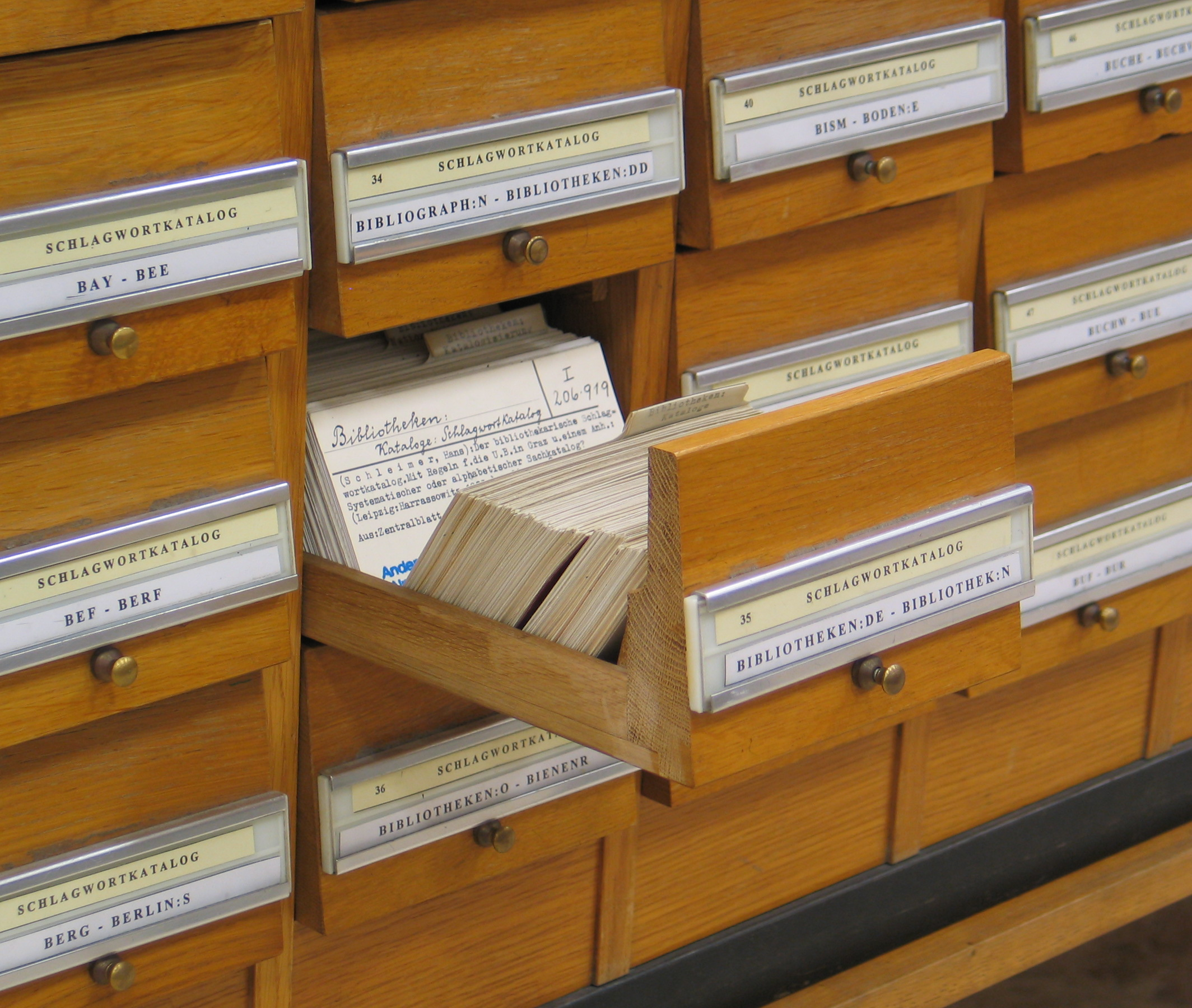
Ancien catalogue thématique de la bibliothèque.
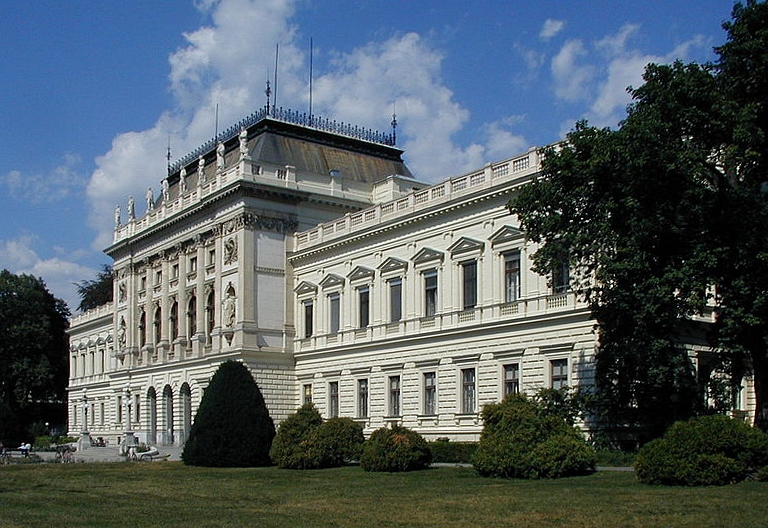
Le hall d’accueil de l’université de Graz.

## Personnalités liées à l'université

### Professeurs
- Ludwig Boltzmann y a enseigné à la fin du XIXe siècle.
- Jacques Le Rider y a été professeur associé dans les années 1990.
- Anton Wölfler y a enseigné la chirurgie de 1886 à 1895.
- Leopold von Sacher-Masoch y a enseigné.
- Caspar Royko y a été directeur du séminaire de Graz en 1777.

### Étudiants
- Constantin von Wurzbach, étudiant en droit de 1835 à 1837
- Heinrich Harrer y a étudié dans les années 1930.
- Victor Franz Hess y a étudié de 1901 à 1906 avant d'y enseigner jusqu'en 1910.
- Walther Nernst y a étudié en 1886.
- Erwin Schrödinger y a étudié dans les années 1930.